# 黑洞 (2001年电视剧)
《黑洞》是中国大陆于2000年12月开机拍摄、2001年在北京电视台:36播出的一部打击黑社会犯罪题材的电视剧。由管虎导演，陆川、张成功编剧。
2000年，中國公安機關首次开展打黑除恶专项斗争。在这一背景下，中国大陆拍摄、制作了大量“打黑剧”，本剧即是其一。2001年播出的《黑冰》、《黑洞》，2003年《黑雾》被称为“黑色三部曲”。

## 创作、播出
剧中主角聂明宇的原型是原安徽省阜阳市纪委书记的儿子史青峰。史青峰在案发前是当地县法院经济庭的法官。1996年，因史青峰涉嫌受贿、强奸，公安机关对进行立案调查。史青峰受到其父及关系网的庇护，使此案成为安徽省公安廳的头号挂牌督办案件。1998年，结案。除史青峰外，其父母、哥哥皆因包庇罪被判刑。刘振汉的原型是安徽省宿州市朱仙庄镇公安分局的一位潘姓局长。他是本剧编剧、安徽省公安厅干部张成功的朋友。潘局长上司的外甥是当地黑社会成员。潘局长对其的犯罪行为进行查办，使其入狱。潘局长因此得罪上司和其他黑恶势力，被陷害入狱。张成功和律师王工不断为潘局长申冤，最终帮助潘局长无罪释放、恢复原职:36。剧中的湖畔女尸案来源于安徽警方侦破的一个真实案例。一位副局级领导被两位三陪小姐勒索，陆续将两人杀害。定案后，执行死刑#1。剧中的龙腾大案（详见“‘9898’湛江特大走私受贿案”条目）、刘建义受贿案（详见“曹秀康”条目）来源于广东湛江警方侦破的一个真实案例，以李深、林春华、陈励生等人为首的走私团伙，从1996年初至1998年9月，大肆走私汽车、钢材、成品油等货物，案值达110亿元，偷逃国家税收62亿元。在办案期间，工作组收缴扣押涉案人员的赃款赃物及不动产约47亿元。在政策的感召下，海关、港务、商检等部门和单位先后有163人主动投案自首交代问题，交出违法违纪金额1587万元。此案共逮捕走私分子及涉案公职人员130余人，先后于1999年6月初和9月初两次公开审判共80人。走私团伙头目李深、张椅、林春华、邓崇安，湛江海关原关长曹秀康、原调查处处长朱向成被依法判处死刑；湛江市原市委书记陈同庆、原副市长杨婚青，茂名海关原关长杨洪中，湛江边防分局原局长邓野及原政委陈恩，走私团伙头目和骨干陈励生、姜连生、李勇、林柏青分别被判处死刑，缓期两年执行；其他走私分子被判处有期徒刑，涉案的200多名公职人员也受到了党纪政纪的严肃处理。湛江特大走私、受贿案的查处，在国内外产生了强烈的反响#2。
1999年，张成功完成剧本:36。2000年12月下旬，在山东省青岛市举行开机仪式。预定为26集电视连续剧。2001年青岛拍摄期间，剧中演员黄渤曾组织朋友客串演出。同年，电视剧在北京电视台首播。2002年年初，在北京电视台播完后，在各地地方台重播，是当年热门剧集:36。

## 人物简介
| 演员   | 角色   | 简介                                                                |
| 陈道明 | 聂明宇 | 天都市副市长聂大海之子、龙腾集团董事长、黑社会组织头目。            |
| 陶泽如 | 刘振汉 | 刑警队队长、聂明宇义兄。                                            |
| 丁嘉丽 |        |                                                                     |
| 董 勇  |        |                                                                     |
| 陶 红  |        | 聂明宇妻子。                                                        |
| 袁 立  |        |                                                                     |
| 刘 斌  | 张 峰  | 黑社会组织二号人物。 为人心狠手辣，但对情人、朋友、下属极富人情味。 |
| 高 明  |        |                                                                     |
| 温海涛 |        |                                                                     |
| 梁 静  |        |                                                                     |
| 严敏求 |        |                                                                     |
| 孔 琳  |        |                                                                     |
| 沙景昌 |        |                                                                     |
| 黄 翀  |        |                                                                     |
| 马 捷  |        |                                                                     |
| 公 磊  |        |                                                                     |
| 刘天池 |        |                                                                     |
| 许 多  |        |                                                                     |
| 杜玉明 |        |                                                                     |
| 周建鹏 |        |                                                                     |
| 王伟光 |        |                                                                     |
| 俞立文 |        |                                                                     |
| 雷 明  |        |                                                                     |
| 黄 渤  |        |                                                                     |
| 段宇华 |        |                                                                     |
| 马伊琍 |        |                                                                     |
| 李诚儒 |        |                                                                     |
| 马 跃  |        |                                                                     |
| 曲晓璐 |        |                                                                     |
| 何 川  |        |                                                                     |
| 须 乾  |        |                                                                     |
| 张 磊  |        |                                                                     |